# 더그 매클루어

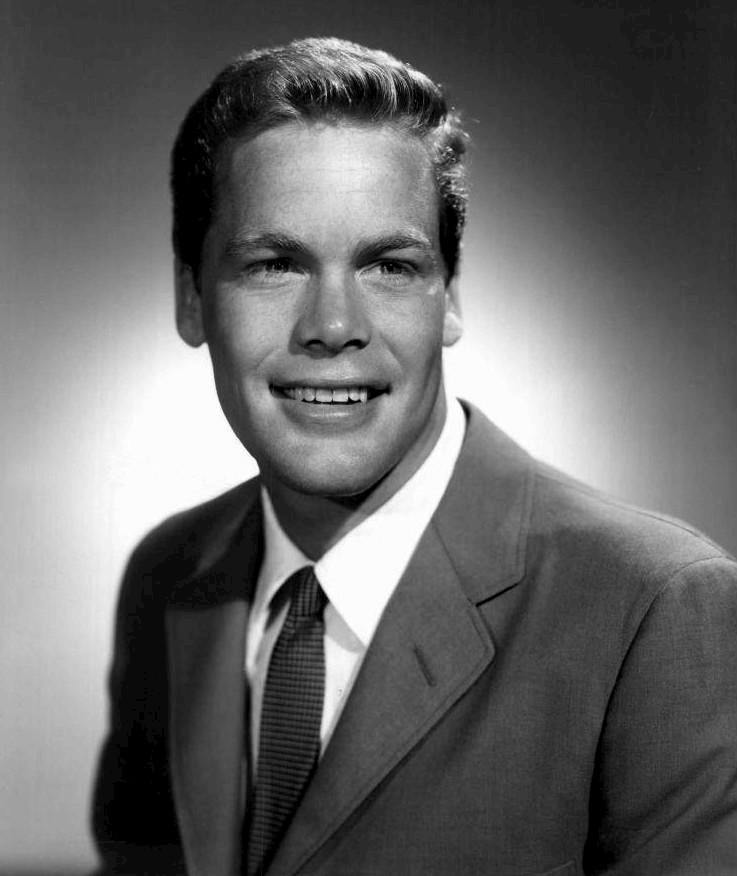

더그 매클루어(영어: Doug McClure, 1935년 5월 11일 ~ 1995년 2월 5일)는 미국의 배우 겸 모델이다.
글렌데일에서 태어났으며 셔먼오크스에서 사망하였다. 사인은 폐암이다.

## 영화
- 리벤지 (1994년)
- 매버릭 (1994년)
- 도박사 4 (1991년)
- 비디오테이프 대소동 (1988년)
- 아웃 오브 디스 월드 (1987년) - 카일 역
- 오메가 신드롬 (1987년)
- 특명52 (1986년)
- 특수공작원 아이언맨 (1984년)
- 악령이 깃든 집 (1982년)
- 더 폴 가이 (1981년)
- 심해의 공포 (1980년) - 짐 힐 역
- 꿈꾸는 낙원 (1978년)
- 워로드 오브 아틀란티스 (1978년)
- 화산 섬의 비밀 (1977년)
- 지구의 중심에서 (1976년)
- 사탄 트라이앵글 (1975년)
- 망각의 땅 (1975년)
- 알래스카의 황금 (1973년)
- 9인의 독수리 (1971년)
- 원한의 총탄 (1971년)
- 보 게스티 (1966년)
- 셰넌도어 (1965년)
- 언포기븐 (1960년)
- 기젯 (1959년)
- 남태평양 (1958년)
- 상과 하 (1957년)
- 우정어린 설득 (1956년)